# Ladoffa paraensis
Ladoffa paraensis är en insektsart som beskrevs av Young 1977. Ladoffa paraensis ingår i släktet Ladoffa och familjen dvärgstritar. Inga underarter finns listade i Catalogue of Life.